# Geri’s Game
Geri’s Game ist ein vierminütiger, animierter Kurzfilm, der 1997 von Pixar produziert wurde.

## Handlung
Es ist Herbst, die Blätter fallen und in einem Park baut ein alter Mann namens Geri ein Schachbrett auf. Er spielt gegen sich selbst, indem er die Tischseiten wechselt und bei weißen Zügen seine Brille auf- und bei den schwarzen Zügen absetzt. Nach komplettem Figurenverlust von Geri Weiß täuscht dieser einen Anfall vor, um dem Spiel doch noch eine Wende zu geben, er dreht das Schachbrett um 180° und stellt damit Geri Schwarz vor die ausweglose Situation. Am Ende sieht man, dass Geri gegen sich selbst um sein falsches Gebiss gespielt hat.

## Besonderheiten
Als Vorlage des Geri diente Jonathan Harris, der durch die Serie Verschollen zwischen fremden Welten bekannt wurde.
Außer Grummeln, Lachen und Gemurmel wird nicht gesprochen, daher gibt es auch keine Synchronisation.
Geri ist später in Toy Story 2 noch einmal zu sehen: Er tritt als Puppenrestaurator auf, wobei sein Charakter unverkennbar der alte geblieben ist.
Der Film ist als Extra auf der DVD und dem Video Das große Krabbeln enthalten sowie in Pixars komplette Kurzfilm Collection.

## Auszeichnungen
- 1998: Oscar für den besten animierten Kurzfilm